# Джексон, Эл
Элвин Нил Джексон (англ. Alvin Neill Jackson, 26 декабря 1935, Уэйко, Техас — 19 августа 2019, Порт-Сент-Луси, Флорида) — американский бейсболист, питчер. Выступал в Главной лиге бейсбола с 1959 по 1969 год. После завершения карьеры работал тренером.

## Биография
Элвин Джексон родился 26 декабря 1935 года в Уэйко. Он был младшим из тринадцати детей в семье. После окончания школы Эл учился в Колледже Уайли в Маршалле. В 1955 году он подписал контракт с «Питтсбургом». В течение четырёх лет Джексон играл в различных командах фарм-системы Пайрэтс. В сезоне 1958 года он выступал за «Линкольн Чифс» и стал лучшим питчером Западной лиги по показателю пропускаемости (2,07). В 1959 году Эл дебютировал в Главной лиге бейсбола, проведя за основную команду «Питтсбурга» восемь игр. В составе он закрепиться не смог и следующий сезон отыграл в фарм-клубе, а в 1961 году провёл лишь три игры. В октябре Эл стал одним из игроков, выбранных «Нью-Йорк Метс» во время драфта расширения лиги.
Сезон 1962 года Джексон начал третьим питчером стартовой ротации «Метс». В игре против «Филадельфии» 29 апреля он сыграл первый в истории клуба шатаут. Всего за год он провёл четыре таких матча и попал в символическую сборную новичков чемпионата по версии фирмы Topps, выпускающей бейсбольные карточки. При этом по итогам регулярного чемпионата Эл одержал восемь побед при двадцати поражениях. В первые годы истории «Метс» Джексон был одним из лучших питчеров команды: в 1963 году он одержал тринадцать побед, в 1964 и 1965 годах его выбирали стартовым питчером на игру в День открытия чемпионата. 
Перед стартом сезона 1966 года «Метс» обменяли Джексона и Чарли Смита в «Сент-Луис Кардиналс» на Кена Бойера. Эл сыграл в 38 играх сезона, одержав в них девять побед при четырёх поражениях. «Кардиналс» стали чемпионами Национальной лиги и в Мировой серии обыграли «Бостон Ред Сокс». Эл в играх серии участия не принимал, но был включён в состав команды и получил чемпионский перстень. Сразу же после завершения сезона он вернулся обратно в «Метс». 
В 1968 году Джексон выходил стартовым питчером только девять раз, а всего принял участие в двадцати пяти играх. Следующий сезон он начал с неудачного выступления в День открытия против «Монреаля». В июне Эла продали в «Цинциннати Редс», а после окончания чемпионата он завершил карьеру. 
С 1977 по 1979 год Джексон работал тренером питчеров в «Бостон Ред Сокс». В 1981 году он попробовал свои силы в качестве главного тренера команды новичковой лиги «Кингспорт Метс», но после завершения сезона ушёл в отставку. С 1989 по 1991 год Эл тренировал питчеров в «Балтимор Ориолс». При этом практически постоянно он консультировал игроков «Нью-Йорк Метс» во время сборов, в 1999 и 2000 годах входил в тренерский штаб команды. 
В 2007 году Эл вошёл в состав делегации Главной лиги бейсбола, которая посетила Западную Африку с целью проведения тренировок и пропаганды игры. В 2015 году Джексон перенёс инсульт, после чего переехал в Порт-Сент-Луси, где «Метс» ежегодно проводят весенние тренировки.
Эл Джексон скончался 19 августа 2019 года в возрасте 83 лет.